# Pristimantis colonensis
Espèce
Synonymes
- Eleutherodactylus colonensis Mueses-Cisneros, 2007

Statut de conservation UICN

 VU  : Vulnérable
Pristimantis colonensis est une espèce d'amphibiens de la famille des Craugastoridae.

## Répartition
Cette espèce se rencontre dans la cordillère Orientale :
- en Colombie dans le département de Putumayo dans les municipalités de Colón, de San Francisco et de Sibundoy  entre 2 200 et 2 750 m d'altitude ;
- en Équateur dans la province de Sucumbíosentre 2 286 et 2 600 m d'altitude.

## Étymologie
Son nom d'espèce, composé de colon et du suffixe latin -ensis, « qui vit dans, qui habite », lui a été donné en référence au lieu de sa découverte.

## Publication originale
- Mueses-Cisneros, 2007 : Two new species of the genus Eleutherodactylus (Anura: Brachycephalidae) from Valle de Sibundoy, Putumayo, Colombia. Zootaxa, no 1498, p. 35-43.